# Javier Iguacel
Javier Alfredo Iguacel (Capitán Sarmiento, 16 de octubre de 1974) es un Ingeniero petrolero, empresario y político argentino. Se desempeñó como Ministro de Energía de la Nación Argentina entre junio y septiembre de 2018 y luego como secretario de esa misma área tras una reestructuración del gabinete, ocupando el cargo hasta su renuncia, el 28 de diciembre de 2018. En 2019 fue electo intendente de Capitán Sarmiento, finalizó su mandato el 10 de diciembre de 2023.
El 1 de julio del 2024 fundó la empresa Bentia Energy, junto al también exfuncionario Lucas Logaldo y al empresario Lisandro Germandia. En alianza con la empresa Sima Ingeniería, compraron el Clúster Neuquén Norte de pozos maduros pertenecientes a YPF, siendo así la primera adquisición de activos de ese tipo que vende YPF.

## Carrera
Iguacel estudió en el colegio Marista Manuel Belgrano,
En las elecciones de 2015 se presentó como candidato a intendente del Partido de Capitán Sarmiento, en la Provincia de Buenos Aires, por Cambiemos perdiendo ante el candidato justicialista Oscar Ostoich. En 2019 se postuló por segunda vez como candidato a intendente de Capitán Sarmiento por la coalición Juntos por el Cambio, siendo electo con el 47,3% de los votos frente a la candidata del Frente de Todos, Irma Negri.

### Vialidad Nacional
En enero de 2016 fue designado por Mauricio Macri administrador general de la Dirección Nacional de Vialidad, ente dependiente del ministerio de Transporte de la Nación.
Durante este período, Iguacel quedó en la mira de la justicia penal por la designación de un ciudadano estadounidense que no cuenta con el título de ingeniero en la gerencia de Planeamiento y Gestión de Infraestructura Vial, un área que maneja todas las obras y licitaciones que lleva adelante el organismo. En 2018 el fiscal federal Guillermo Marijuan denunció penalmente a Javier Iguacel, por el delito de "abuso de autoridad" e "incumplimiento de deberes de funcionario público", debido a la polémica "compensación por la devaluación del peso" retroactiva a las compañías distribuidoras de gas que generó una fuerte suba en las boletas del servicio de hasta el 50 por ciento.
En noviembre de 2017, se lo hizo responsable por un puente ferroviario por el cual no podían pasar los trenes. El organismo admitió un "error de cálculo". En total la obra vial costó 1200 millones de pesos.
En marzo de 2018, Iguacel, a través de una resolución, dictaminó el cierre de cinco colegios industriales que ofrecían tecnicaturas de nivel terciario orientadas al trabajo en la obra pública –que no se dictan en ningún otro establecimiento– que funcionan desde 1947. Estos cierres dejaron sin trabajo a 300 docentes y a la deriva a 1200 alumnos de la Ciudad Autónoma de Buenos Aires, Santa Fe, Chubut, Tucumán y Santa Cruz.
En 2019 de conoció en el marco de la Causa Autopistas del Sol conocida popularmente como Causa de los peajes, un entramado del negocio durante la época de Iguacel en su paso por Vialidad Nacional, que habilitó la prórroga de las concesiones por 500 millones de dólares en beneficio de las empresas de la familia del presidente Mauricio Macri. Por las maniobras de corrupción para el direccionamiento de las concesiones de los peajes en beneficio del Grupo Socma de Macri fueron imputados el presidente Mauricio Macri, el exdirector de Vialidad Javier Iguacel y el ministro de Transporte Guillermo Dietrich.

### Causas judiciales
Fue a raíz de una denuncia de Javier Iguacel la condena de Lázaro Báez y a Cristina Fernández. En 2018 el ñfue denunciado junto presidente argentino Mauricio Macri y por el presunto delito de recibir dádivas por parte del multimillonario británico Joe Lewis con el objetivo de otorgarle beneficios impositivos. También se reclamó a la Oficina Anticorrupción que se investigue a fondo los vínculos que unen a Mauricio Macri con magnate británico Joe Lewis accionista de Edenor. Como recompensa de su estadía, días después Macri nombró vía decreto a la vocera de Lewis directora de la Radio Nacional, a pesar de no tener idoneidad para dicho cargo. Doñate pidió que se inicie una investigación contra el presidente por “dádivas” y por la participación de Lewis en el financiamiento de la campaña de Macri. Poco después Macri firmó convenios para las obras eléctricas para la central en Río Escondido propiedad de Lewis. La electricidad tendrá precios extraordinarios, muy superiores hasta 500 mayores a los de mercado.
Durante su gestión se denunció su vinculación al grupo Neuss al que favoreció en negocio de la energía. El grupo Neuss incursionó en el sector con la adquisición de Edersa, la distribuidora de energía eléctrica de Río Negro, el proceso fue denunciado por múltiples irregularidades. Cuando asumió el gobierno Cambiemos, Edersa del grupo Neuss compró el 30% de sus acciones de Edersa con tan sólo 120.000 pesos, según el balance 2020. Harz Energía es la marca con la que los Neuss se metieron en renovables resultando en pocas semanas adjudicatarios en las polémicas rondas del gobierno de Mauricio Macri, investigadas por corrupción y que le generan altísimos costos al Estado. A pesar de haberse constituido semanas antes como empresa y no tener historial en la actividad ganaron dos proyectos pero presentados por cuatro marcas: Parque Solar Villa de María de Río Seco SA, Parque Solar VMRS Mater SA, Parque Solar Cura Brochero SAU y Parque Solar CB Mater SA. Meses después el Grupo Neuss se quedó con el paquete accionario, de la empresa Gas Natural Camuzzi y de fondos de inversión del exjefe de Gabinete de Fernando de la Rúa Chrystian Colombo. Edersa acumuló una deuda con Cammesa por la compra de energía que igualó, medido en dólares lo que se pagó hace 25 años por su privatización: 10.000 millones de pesos. Sin embargo, eso no impidió que los accionistas de la compañía, direccionaran fondos de la concesionaria hacia otras firmas de conglomerado empresario, mediante contrataciones, adquisiciones y hasta préstamos.
En noviembre de 2017, se lo hizo responsable por un puente ferroviario por el cual no podían pasar los trenes. El organismo admitió un "error de cálculo". En total la obra vial costó 1200 millones de pesos.
Diferentes medios denunciaron que durante el paso de Iguacel por el ministerio este buscó el beneficio a empresarios allegados al presidente y al grupo Cambiemos, siendo una de las principales beneficiadas Pampa Energía, de Marcelo Mindlin, empresario cercano a Mauricio Macri pasó de estar en el puesto 103 en el ranking de las empresas que más facturaran en Argentina, en el 2015, al puesto 10 según la revista Forbes, en octubre de 2017. Mindlin también es dueño de Iecsa, una de las empresas que formó parte del grupo Macri, y de Petrobras Argentina. En 2016, el 51% de las acciones de YPF que pertenece al Estado le prestó a Pampa Energía unos 140 millones de dólares para financiar la compra de la filial local de la petrolera brasileña. En 2020 tanto el presidente Mauricio Macri y sus dos exministros de Energía y varios funcionarios de Cambiemos fueron imputados por la Justicia federal por el intento de privatizar dos centrales termoeléctricas, cuyas obras fueron otorgadas Nicolás Caputo amigo testaferro y financista de Macri. En 2018 el Gobierno macrista licitó las centrales por menos del valor de mercado y por la mitad de la valuación fiscal que la Auditoria General de la Nación fijó en 2012 y  debajo doble que la ganancia obtenida por cada central en un solo año. En el medio, Iecsa del grupo familiar Macri recibió una indemnización de 1600 millones de pesos por la ruptura del convenio para continuar la construcción que había licitado el mismo gobierno de Macri.

### Ministro y secretario de Energía
Fue ministro y luego Secretario de Energía de la Nación entre junio y diciembre de 2018, renunciando porque "no estaba comprometido con la reducción de subsidios". En 2017 la demanda cayó un 2,3 por ciento interanual, a pesar de temperaturas más bajas que en 2016, se registraron aumentos del 63 por ciento en la cantidad de usuarios afectados por deficiencias en el servicio eléctrico. El informe de la auditoria reveló que el macrismo consideró que Yacimientos Carboníferos de Río Turbio (YCRT) era inviable; frenó la construcción de la usina y mandó mil telegramas de despido. Sin embargo, las autoridades de YCRT puestas por el macrismo gastaron -a precios de 2021 92 millones de pesos en publicidad, lo que llevó a una denuncia penal contra Omar Faruk Zeidán concejal del macrismo que ocupaba el cargo de interventor de YCRT y contra Sergio Lumachi, ex coordinador de la empresa estatal, ambos designados por Mauricio Macri y contra Iguacel por malversación de fondos públicos ya que en YCRT no constan los certificados de servicios, ni comprobantes de por la publicidad y la comunicación.
Para agosto de 2018 el precio de la energía eléctrica se había incrementado en promedio un 2775 por ciento.
Como secretario de energía, en septiembre de 2018 anunció la suspensión de la construcción del Gasoducto del Noreste, que hubiera permitido conectar a la red de gas a las provincias de Formosa, Corrientes y Misiones y al norte de la de Santa Fe, que dependen de garrafas para acceder al combustible domiciliario. En marzo de 2019, en el marco del escándalo conocido como Dalessiogate, un importante empresario petrolero se presentó a la justicia y aportó pruebas denunciando que tras la llegada al gobierno de Cambiemos, tanto Vialidad Nacional —dirigida por Iguacel—, como YPF, cancelaron los contratos que su empresa tenía con el Estado, lo que motivó la crisis de la compañía y la quiebra. Según el denunciante, la maniobra se ejecutó con el objetivo de llevarla a una situación de crisis que permitiera venderla a precio vil. Según su denuncia, este mecanismo fue usado no sólo con OPS sino con otras empresas y medios de comunicación. Posteriormente el empresario sería extorsionado para que aporte 1.2 millones de dólares para levantar la quiebra. El empresario denunció amenazas, espionaje sobre su familia y otras maniobras coercitivas. Raúl Vertúa, quien habría entregado 850.000 dólares al secretario del Ministerio de Planificación Roberto Baratt abandonado la obra un poco antes, dejándola inconclusa.
Su gestión fue denunciada por el direccionamiento de la obra pública La constructora IECSA perteneciente al grupo Macri fue la empresa que más facturó en la Entidad Binacional Yacyretá, mediante contratos millonarios para obras en Misiones. Con la llegada de Cambiemos al Gobierno, los macristas Humberto Schiavoni y  Martín Goerling se hicieron cargo del manejo de la Entidad y mantuvieron los beneficios para las empresas cercanas al -por entonces-presidente. IECSA con obras financiadas con dinero público por la Entidad Binacional Yacyretá. name="Empresas del grupo Macri siguen con contratos millonarios de Yacyretá">«Empresas del grupo Macri siguen con contratos millonarios de Yacyretá». Primera Edición. 26 de agosto de 2018.</ref>
En mayo de 2020 fiscal Ramiro González imputó al expresidente Mauricio Macri, sus exfuncionarios en Energía Juan José Aranguren, Javier Iguacel y Gustavo Lopetegui, y al primo del presidente Mauricio Macri, y el primo del presidente Ángelo Calcaterra por la venta a precio vil de las centrales térmicas Brigadier López y Ensenada Barragán.

### Intendente de Capitán Sarmiento
En 2019 fue electo intendente de de la localidad de Capitán Sarmiento, en la provincia de Buenos Aires, Argentina.
 Una auditoría reveló desaparecieron  de Vialidad Nacional entre 2017 y 2019, el equivalentes a más de 50 mil millones de pesos.La Agencia Nacional de Seguridad Vial le giró a Vialidad más de 50 mil millones para mejorar la seguridad en cinco rutas nacionales, la 5, 7, 8, 22 y 34,
pesar de que el dinero pasó de Seguridad Vial a Vialidad, las obras nunca se realizaron. encargó un informe a la Asociación Argentina de Carreteras veificaron que ninguna de las obras pautadas había sido realizada, el dinero había desaparecido.
En 2020 fue dictada una perimetral al exintendente Iguacel por amenazas a una concejala de Capitán Sarmiento María Laura Ferrá quien denunció una red de coimas de funcionarios durante la gestión de Iguacel que realizaban habilitaciones a cambio de retornos. Tras una investigación del concejo deliberante Iguacel
arinconó y la increpó a gritos: “Si no dejás de hablar te voy a destruir”

### Bentia Energy
El 1 de julio del 2024 fundó la empresa Bentia Energy, junto al también exfuncionario Lucas Logaldo y al empresario Lisandro Germandia. En alianza con la empresa Sima Ingeniería, compraron el Clúster Neuquén Norte de pozos maduros pertenecientes a YPF, siendo así la primera adquisición de activos de ese tipo que vende YPF.

## Críticas y denuncias judiciales
En mayo de 2018 fue imputado penalmente por su responsabilidad en las fallas de la construcción de un puente sobre la Ruta 5, en el marco de la obra de autopista Luján-Bragado. Este puente, cuyo costo ascendió a $ 55 millones, no tiene el ancho que requiere el paso de las formaciones ferroviarias para las cuales fue pensado. La solución implementada, que consistió en recortes laterales que permiten ensanchar el paso, fue criticada por referentes de la Unión Ferroviaria que alertaron sobre la falta de condiciones de seguridad para la circulación de los trenes.
Iguacel fue criticado por haber utilizado fondos públicos por 25 mil pesos mensuales en un curso para mejorar su oratoria, tal como lo demuestran las facturas emitidas por la Escuela de Arte de la que es propietaria la actriz Cecilia Maresca. El funcionario también fue criticado por poseer 2 millones de pesos en sociedades offshore, y por figurar en los Paradise Papers. En 2019 comenzó a ser investigado en una causa por 500 millones de dólares que involucraba a las acciones que Socma empresa del presidente Mauricio Macri que tenía en Ausol, para determinar las condiciones en que se efectuó la venta de los papeles de la empresa de Macri, cuyo valor se disparó un 400% tras los aumentos de las tarifas y la prórroga del contrato en cuestión, en la causa se investigan las maniobras del Poder Ejecutivo para extender los contratos de los  accesos a la Ciudad de Buenos Aires, sin llamado a licitación, y el reconocimiento a la empresa Ausol S.A propiedad de la familia Macri de 500 millones de dólares mediante un fraude millonario contra el Estado en las concesiones de los peajes de la Panamericana y el Acceso Oeste,  en manos de Ausol.
Al mismo tiempo se lo criticó por defender y beneficiar a Ángelo Calcaterra, —primo de Mauricio Macri—, quien sufrió un pedido de embargo millonario en el marco de la investigación por el pago de sobornos y sobreprecios en las obras del soterramiento del Ferrocarril Sarmiento, en la causa denominada Lava Jato. Iguacel se opuso a que el municipio de San Antonio de Areco le cobrara una millonaria tasa de mensura a IECSA, la firma que conducía Calcaterra y en represalia dio de baja convenios de Vialidad Nacional con la comuna. El intendente Francisco Durañona lo acusó de defender los intereses de la firma vinculada a la familia presidencial, que debía abonar unos 25 millones en tasas municipales. Finalmente Iguacel dejó sin obras a ese distrito por no beneficiar a la empresa del primo del presidente con excepción de tasas municipales.
Además de sus actividades de espionaje ilegal y su armado, también se vio involucrado en el Stornelligate un escándalo políto de armado de causas judiciales falsas y maniobras coercitivas sobre empresarios, sindicalistas y políticos opositores, que involucran al fiscal Carlos Stornelli, al periodista de Clarín Daniel Santoro, al periodista oficialista Luis Majul, al juez federal Claudio Bonadío, a la ministra de Seguridad, Patricia Bullrich a las diputadas de la Coalición Cívica Ari: Paula Ovieto y Elisa Carrió, a Javier Iguacel y al propio presidente Mauricio Macri, entre otros.
Junto con el ministro de Transporte Guillermo Dietrich, fue acusado por crear la empresa Corredores Viales S.A., con capital accionario integrado por el Ministerio de Transporte y Vialidad Nacional. Esta nueva empresa, considerada una "Vialidad paralela" y forma de privatización encubierta, reemplazaría a la entidad estatal pero con condiciones que la eximen de ajustarse al régimen de contrataciones y a la legislación de obra pública.
Iguacel enfrenta una causa penal por lavado de dinero ya que apareció vinculado a una firma offshore que había quedado al descubierto a partir de la filtración conocida como Paradise Papers, las actividades offshore del funcionario estarían “vinculadas a su paso por Pluspetrol", una petrolera de capitales argentinos donde se desempeñó hasta mayo de 2015.
En enero de 2019 fue denunciado junto a otros funcionarios por los ajustes al contrato de una obra vial que beneficiaron directamente a la empresa Iecsa, propiedad de Ángelo Calcaterra al momento de la firma inicial de los contratos. Iecsa, luego vendida a Marcelo Mindlin, obtuvo un incremento del 120% del contrato inicial, más del doble de lo obtenido por otras dos empresas encargadas de otros tramos de la obra, que renegociaron incrementos del 45%.
En marzo de 2019, en el marco del escándalo conocido como Dalessiogate, un importante empresario petrolero se presentó a la justicia y aportó pruebas denunciando que tras la llegada al gobierno de Cambiemos, tanto Vialidad Nacional —dirigida por Iguacel—, como YPF, cancelaron los contratos que su empresa tenía con el Estado, lo que motivó la crisis de la compañía y la quiebra. Según el denunciante, la maniobra se ejecutó con el objetivo de llevarla a una situación de crisis que permitiera venderla a precio vil. Según su denuncia, este mecanismo fue usado no sólo con OPS sino con otras empresas y medios de comunicación. Posteriormente el empresario sería extorsionado para que aporte 1.2 millones de dólares para levantar la quiebra. El empresario denunció amenazas, espionaje sobre su familia y otras maniobras coercitivas.